# Leng Guan Saw
Leng Guan Saw (1962) es un botánico, ilustrador, y taxónomo malayo, especializado en la familia Arecaceae, con particularidad en el género Licuala.
Desarrolla actividades científicas en el Instituto de Investigación Forestal de Malasia (enlace roto disponible en Internet Archive; véase el historial, la primera versión y la última)., en Kepong, como coordinador de Grupo de Trabajo Adjunto.
Ha descripto numerosas taxas de Licuala, publicando habitualmente en Sandakania, y en Kew Bull.

## Algunas publicaciones
- j.p.c. TAN, r. KIEW, l.g. SAW, a.r. UMMUL-NAZRAH. 2014. Three New Species from Gunung Kanthan, a Limestone Tower Karst in Perak, Malaysia. Phytotaxa 177 (3): 146–154

- n. Raes, l.g. Saw, p.c. van Welzen, t. Yahara. 2013. Legume diversity as indicator for botanical diversity on Sundaland, South East Asia. South African J. of Bot. 18: 265–272

### Como coeditor
- jabatan hutan Sabah, Sarawak, perhutanan Sarawak. 2007. Tree flora of Sabah and Sarawak, vol. 6. Eds. E. Soepadmo, K. M. Wong, Leng Guan Saw. Ed. publicación comjunta de Sabah Forestry Dept. Malasia & Forest Res. Institute Malaysia & Sarawak Forestry Dept. Malasia, 335 pp. ISBN 9832181895, ISBN 9789832181897

- l.s.l. Chua, leng guan Saw. 2006. Plants of Krau. Research pamphlet 126, Forest Res. Institute Kuala Lumpur. Ed. Forest Res. Institute Malaysia, 227 pp. ISBN 9832181690, ISBN 9789832181699

- l.g. Saw, j. Dransfield, d.m. Keith-Lucas. 2003. Morphological diversity of the genus Licuala (Palmae). Telopea 10 (1): 187–206

- l.g. Saw. 1997. A revision of Licuala (Palmae) in Malay Peninsula. Sandakania 10: 1–95
- La abreviatura «Saw» se emplea para indicar a Leng Guan Saw como autoridad en la descripción y clasificación científica de los vegetales.[3]